# Даллас-Сентер (Айова)
Даллас-Сентер (англ. Dallas Center) — місто (англ. city) в США, в окрузі Даллас штату Айова. Населення — 1901 особа (2020).

## Географія
Даллас-Сентер розташований за координатами 41°41′12″ пн. ш. 93°59′3″ зх. д. / 41.68667° пн. ш. 93.98417° зх. д. (41.686788, -93.984290).  За даними Бюро перепису населення США в 2010 році місто мало площу 11,87 км², уся площа — суходіл. В 2017 році площа становила 13,65 км², уся площа — суходіл.

## Демографія
Згідно з переписом 2010 року, у місті мешкали 1623 особи в 630 домогосподарствах у складі 434 родин. Густота населення становила 137 осіб/км².  Було 669 помешкань (56/км²).
Расовий склад населення:
| - 98,2 % — білих - 0,6 % — чорних або афроамериканців - 0,2 % — корінних американців - 0,1 % — азіатів |

До двох чи більше рас належало 0,8 %. Частка іспаномовних становила 0,7 % від усіх жителів.
За віковим діапазоном населення розподілялося таким чином: 26,5 % — особи молодші 18 років, 55,8 % — особи у віці 18—64 років, 17,7 % — особи у віці 65 років та старші. Медіана віку мешканця становила 40,1 року. На 100 осіб жіночої статі у місті припадало 92,8 чоловіків;  на 100 жінок у віці від 18 років та старших — 87,9 чоловіків також старших 18 років.
Середній дохід на одне домашнє господарство  становив 82 106 доларів США (медіана — 69 265), а середній дохід на одну сім'ю — 92 860 доларів (медіана — 76 875). Медіана доходів становила 46 397 доларів для чоловіків та 41 563 долари для жінок. За межею бідності перебувало 1,9 % осіб, у тому числі 0,0 % дітей у віці до 18 років та 2,1 % осіб у віці 65 років та старших.
Цивільне працевлаштоване населення становило 894 особи. Основні галузі зайнятості: освіта, охорона здоров'я та соціальна допомога — 22,9 %, фінанси, страхування та нерухомість — 18,9 %, роздрібна торгівля — 10,3 %, науковці, спеціалісти, менеджери — 10,2 %.